# Francisco Fernández Golfín (fill)
Francisco Fernández Golfín (Almendralejo, 1819 - ?) fou un militar i polític espanyol. Era fill de Francisco Fernández Golfín, polític liberal executat en 1831 per haver donat suport el pronunciament de Torrijos. Seguí la carrera militar i també fou escriptor. Arribà al grau de tinent general. De juliol a desembre de 1863 fou president de la Diputació d'Alacant.